# Arnoldiola marikovskii
Arnoldiola marikovskii är en tvåvingeart som beskrevs av Fedotova 1987. Arnoldiola marikovskii ingår i släktet Arnoldiola och familjen gallmyggor.
Artens utbredningsområde är Kazakstan. Inga underarter finns listade i Catalogue of Life.